# Dasyhelea flavipicta
Dasyhelea flavipicta är en tvåvingeart som beskrevs av Ingram och John William Scott Macfie 1922. Dasyhelea flavipicta ingår i släktet Dasyhelea och familjen svidknott.
Artens utbredningsområde är Ghana. Inga underarter finns listade i Catalogue of Life.